# Helin Bölek
Helin Bölek (1992-3 de abril de 2020) fue miembro de la banda de música folclórica turca de izquierda Grup Yorum.

## Vida y lucha
Bölek, la hija de una familia de Diyarbakır, trabajó en el arte durante su juventud. Participó en Grup Yorum como solista. Fue arrestada por primera vez durante una operación policial en el Centro Cultural İdil en Estambul en noviembre de 2016, cuando fue detenida con otros siete miembros del grupo bajo los cargos de "resistir a la policía, insultar y ser miembro de una organización terrorista". El gobierno turco acusa a Grup Yorum de colusión con la organización marxista-leninista DHKP-C, señalada por Turquía como terrorista, acusaciones consideradas infundadas por los músicos. Los miembros de la banda, Bahar Kurt, Barış Yüksel y Ali Aracı anunciaron que comenzaron una huelga de hambre "indefinida e irreversible" el 17 de mayo de 2019, para poner fin a las presiones del estado, las prohibiciones de conciertos y las redadas en centros culturales.
Bölek se unió a la huelga de hambre en junio de 2019. Fue liberada en noviembre de 2019 pero siguió ayunando. El 11 de marzo de 2020, İbrahim Gökçek y Helin Bölek fueron llevados al Hospital Estatal de Umraniye después de una redada policial esa mañana en su casa en Armutlu, Estambul. En una declaración hecha por su abogado Didem Ünsal, los dos miembros de Grup Yorum declararon que fueron llevados al hospital en ambulancia y que fueron ingresados en la sala de emergencias, donde declararon que no aceptaban intervención o tratamiento.

## Muerte
Murió el 3 de abril de 2020, el día 288 de una huelga de hambre en su casa en Estambul, que se llevó a cabo como un medio para protestar contra el tratamiento de la banda por parte del Gobierno turco dirigido por Recep Tayyip Erdoğan. Después de su muerte, grandes multitudes lloraron a Helin Bölek y comenzaron a marchar hacia un Alevís. La policía intervino en la marcha y detuvo a varios participantes. Pero las multitudes lograron entregar su ataúd a un Alevís. Siguiendo a las multitudes que pretendían ir al cementerio, la policía lo impidió y nuevamente detuvo a varios participantes de la ceremonia. Después de que la policía transportó a Helin Bölek al cementerio.